# Дом А. Н. Озерова
Дом А. Н. Озерова (Дом Е. В. Молчанова, Аптека Миндера) — историческое здание в центре Москвы (ул. Покровка, д. 10, стр. 1), построенное XIX веке. Имеет статус объекта культурного наследия регионального значения.

## История
В 1802 году полковник А. Н. Озеров построил дом на Покровке у пересечения с Колпачным переулком. Позднее дом вместе с большим участком принадлежал Молчановым. Один из них, Евграф Владимирович Молчанов, пожертвовал средства на строительство расположенной напротив церкви Троицы Живоначальной на Грязех у Покровских ворот (1861, арх. М. Д. Быковский). По некоторым сведениям, дом украшали скульптуры И. П. Витали.
Известно, что в 1830-х годах на первом этаже дома размещалась «Покровская» аптека Миндера. Владелец аптеки, немец Арист Кондратьевич Миндер, был одним из первых магистров фармации в России. В середине XIX века аптека Миндера переехала в соседний дом, принадлежавший Соколовым. После смерти А. К. Миндера аптекой, получившей название «Старо-Покровская», стали управлять трое его сыновей.
В 1891 году сын Евграфа Владимировича, Анатолий Евграфович Молчанов, построил на усадебном участке одноэтажное здание магазина (ул. Покровка, д. 10, стр. 2). Этот магазин, как и дом Молчановых, конце XIX века перешёл в собственность купцов Оловянишниковых, владевших известным заведением церковной утвари.
В советское время в бывшем доме А. Н. Озерова размещались коммунальные квартиры, а позднее — коммерческие банки. Одноэтажное здание магазина в 1990-е годы было надстроено вторым этажом. Сейчас в нём расположен ресторан.